# Stenelmis lateralis
Stenelmis lateralis är en skalbaggsart som beskrevs av Ivan T. Sanderson 1938. Stenelmis lateralis ingår i släktet Stenelmis och familjen bäckbaggar. Inga underarter finns listade i Catalogue of Life.